# Grammis 2023
Der schwedische Musikpreis Grammis 2023 wurde am 3. Mai 2023 im Annexet in Stockholm verliehen. Es handelte sich um die 40. Verleihung des  wichtigsten schwedischen Musikpreises. Insgesamt wurde der Preis in 23 Kategorien verliehen. Die Moderation übernahm Pelle Almqvist und Amie Bramme Sey. Liveauftritte gab es von Zara Larsson, First Aid Kit, Jonathan Johansson, Johnossi, STOR feat. Moonica Mac, Orphée Noah sowie ein Medley von Bell, Cornelia Jakobs und Olivia Lobato.

## Gewinner und Nominierte
Die Gewinner sind fett markiert und vorangestellt.
| Album des Jahres | Alternative-Pop-Album des Jahres |
| --- | --- |
| - Tove Lo – Dirt Femme - Cleo – Missaoui - Ghost – Impera - Jonathan Johansson – Om vi får leva - Viagra Boys – Cave World | - First Aid Kit – Palomino - Deki Alem – Among Heads - Grant – Truth & Consequences - Jonathan Johansson – Om vi får leva - Léon – Circles |
| Künstler des Jahres | Album des Jahres (Kindermusik) |
| - Tove Lo - Ant Wan - Ghost - Thomas Stenström - Viagra Boys | - Nassim Al Fakir – Årets album - Alva Klum – Känslolåtarna – som det känns när det känns - Den förbjudna fruktkolan – Den förbjudna fruktkolan - Jonas Wikstrand & Maria Lundqvist – Kronprinsen som försvann (Filmmusik) - Sarah Riedel, Georg Riedel, Jonas Karlsson, Henrik Dorsin med flera – Musik, sa Alfons Åberg         |
| Tanzmusik des Jahres | Elektro/Tanzmusik-Album des Jahres |
| - Flamingokvintetten – Vi lyfter på hatten - Fernandoz – Nu tar vi nya tag - Highlights – En natt på stan - Lasse Stefanz – Evergreen - Sannex – Live 2020 | - Swedish House Mafia – Paradise Again - Axel Boman – Luz/Quest for fire - Kornél Kovacs – Hotel Koko - Mr Tophat – This Is Pop - Prof Stranger – Love Is Forever |
| Folk-/Volksmusik-Album des Jahres | Hip-Hop-Album des Jahres |
| - Sara Parkman – Eros Agape Philia - Liliana Zavala – Todos mis muertos - Northern Resonance & AXVY – I midvintertid - Spöket i köket – Kurbits & flames - Vågspel – I nöd och lust | - Cleo – Missaoui - 23 – Selfmade - Ant Wan – The Only Wan - Jireel – Samlad årsproduktion - Yung Lean – Stardust |
| Hardrock-/Metal-Album des Jahres | Jazzalbum des Jahres |
| - Ghost – Impera - Amon Amarth – The Great Heathen Army - Arch Enemy – Deceivers - The Halo Effect – Days of the Lost - Watain – The Agony & Ecstasy of Watain | - Hederosgruppen – Ståplats - Britta Virves – Juniper - Esbjörn Svensson – Homes - Joel Lyssarides – Stay Now - Josefine Lindstrand – Miracles by the Lake |
| Klassikalbum des Jahres | Komponist des Jahres |
| - Kungliga Filharmonikerna, Johan Dalene, John Storgårds – Nielsen & Sibelius – Violin Concertos - Göteborger Symphoniker & Santtu-Matias Rouvali – Sibelius symphonies nos 3 & 5 Pohjola's daughter - Herbert Blomstedt, Gewandhausorchester Leipzig – Mozart & Vorisek – Orchestral Works - Kati Raitinen och Bengt Forsberg – A Tribute to Curiosity - Nordic Chamber Orchestra, Delphine Constantin-Reznik med flera – Andrea Tarrodi – Four Elements | - Ludwig Göransson – Black Panther – Wakanda Forever - Klahr/Liohn – Drake, Swedish House Mafia, Bree Runway, Deki Alem - Klara Söderberg & Johanna Söderberg – Palomino - Salem Al Fakir & Vincent Pontare – Ghost, Swedish House Mafia, Petter, Benjamin Ingrosso, Otto Knows - Sara Parkman & Hampus Norén – Eros agape philia |
| Lied des Jahres | Musikvideo des Jahres |
| - Loam & Adaam – Fakka ur - Adaam – Södermalm (featuring Philippe & Takenoelz) - Cornelia Jakobs – Hold Me Closer - Elov & Beny, Sofie Svensson & Dom där – Bubbel på balkongen - Victor Leksell & Einar – Din låt | - Martin Falck – What They Call Us von Fever Ray - Ecco2k – Drain Story von Bladee - Filip Nilsson – Cameo von Kavinsky - Gustav Johansson – October passed me by von Girl in Red - Torbjörn Martin – Meet me in Jannah von Gina Dirawi                                                                                           |
| Newcomer des Jahres | Popalbum des Jahres |
| - Cornelia Jakobs - Bell - Hooja - Olivia Lobato - Stella Explorer | - Veronica Maggio – Och som vanligt händer det något hemskt - Benjamin Ingrosso – Playlist - Laleh – Vatten - Tove Lo – Dirt Femme - Tove Styrke – Hard |
| Musikproduzent des Jahres | Rockalbum des Jahres |
| - Klahr / Liohn - Hampus Lindwall - Hampus Norén - Ilya Salmanzadeh - Oscar Chase | - Viagra Boys – Cave World - Dungen – En är för mycket och tusen aldrig nog - Hurula – Ingen är kär i år och andra sånger - Johnossi – Mad Gone Wild - Slowgold – Kärlek |
| Soul-/R&B-Album des Jahres | Songwriter des Jahres |
| - Bavé – All Stars Aligned - Cherrie – Samlad årsproduktion - Eric Gadd – Vykort från 2000-talet - Janice – Samlad årsproduktion - Luciia – 365 | - Jonathan Johansson – Om Vi Får Leva - Annika Norlin – Mentor - Nathalie Missaoui – Missaoui - Thomas Stenström – Gråter om du vill, Väntar på en solig dag & Sista sommaren - Tove Lo – Dirt Femme |
| Singer-Songwriter-Album des Jahres | Ehrenpreis |
| - Joel Alme – Sköt er själva så sköter jag inte mitt - Ane Brun – Naermere - Moonica Mac – Part Two - Sofia Karlsson – Sånger från broccolifälten - Tomas Andersson Wij – Askan i hjärtat | - Tomas Ledin |
| Sonderpreis | |
| Magnus Broni | |